# Ненад Новак Стефановић
Ненад Новак Стефановић (Београд,11. јун 1961) је српски књижевник, публициста и новинар. Најпознатији је по књизи Водич кроз љубавну историју Београда која је од објављивања 2017. године штампана у чак 16 издања. Коаутор је документарног серијала Пети октобар последња револуција у Европи.

## Дела
- Дарови мртвих (1988)
- Присуство бога - роман (1990)
- Пијемонт (фантазморгија) роман (1991)
- Покрштавање петокраке (1994)
- Снег у јулу (1996)
- Један свет на Дунаву (2007)
- Одбрана Београда (1941 - 1944) (2000)
- 5.октобар година после (2001)
- Да ли је неко видео моје здравље зелени мини роман (2005)
- Земља у коферу (2007)
- Доктор слуша свинг (2009)[4]
- Светларник (2012)
- Београд кроз кључаонице 100 кућа (2013)
- Убиство у капетан Мишиној (2016)
- Водич кроз љубавну историју Београда (2017)[5]
- Музеописи (2018)
- Једно убиство у патријаршији (2018)
- Апис и Александар (2021)
- Србија описана кућама (2023)